# 堺利彦
堺 利彦（さかい としひこ、1871年1月15日（旧暦明治3年11月25日） - 1933年〈昭和8年〉1月23日）は、日本の社会主義者・思想家・歴史家・共産主義者・著述家・小説家。号は枯川、別名は、貝塚 渋六。

## 生涯

### 新聞記者として

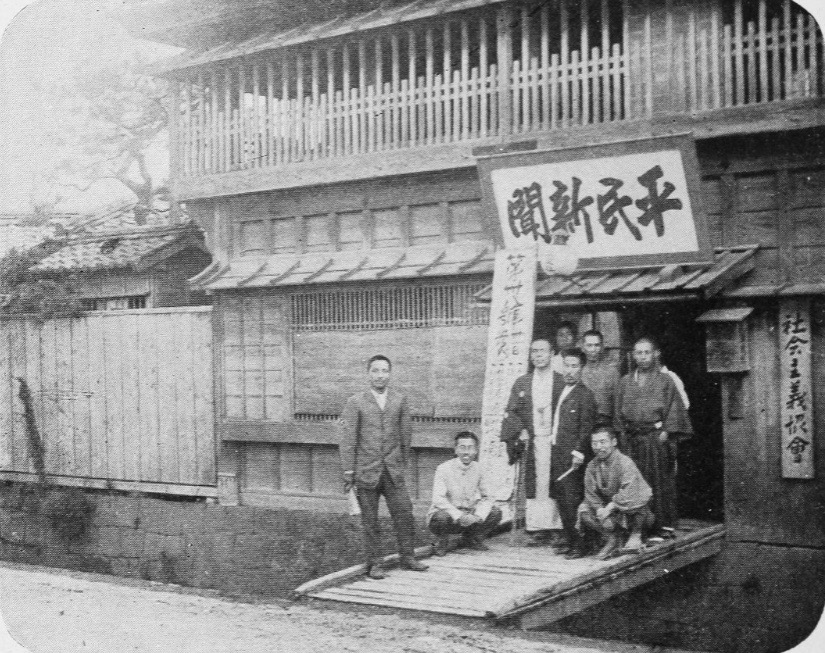
平民社の社屋。左隅で扇子を持っているのが幸徳秋水。中央で紋付を着てステッキを持っているのが堺（1904年8月撮影）。

堺は没落士族の三男として、豊前国仲津郡長井手永大坂村松坂（現：福岡県京都郡みやこ町犀川大坂字松坂）に生まれる。旧制豊津中学校を首席で卒業して上京後、進学予備校であった共立学校にて受験英語を学んだのちに第一高等中学校に入学するが、学費を滞納して除籍処分される。除籍後は大阪や福岡で新聞記者や教員として勤めながら文学の世界で身を立てるべく、小説の執筆を始める。その後、同郷の末松謙澄の招待で東京に設けられた毛利家編輯所で「防長回天史」の編纂に従事し、同僚の山路愛山らと親交を深める。
その後、日本初のゴシップ紙とされる「萬朝報」の記者として活躍し、社会改良主義を主張する論説や言文一致体の普及を図る一方で、社主の黒岩涙香や同僚の内村鑑三・幸徳秋水らと理想団を結成して社会主義思想に共鳴し、非戦論を唱える。しかし、萬朝報が日露戦争に際して非戦論から主戦論に路線転換したために内村・幸徳と共に退社して「平民社」を開業し、週刊「平民新聞」を発行して非戦論・社会主義の運動を開始する。
堺はその後、週刊「平民新聞」第53号（1904年（明治37年）11月13日）に幸徳との共訳で「共産党宣言」を翻訳して掲載した。これは、サミュエル・ムーアが訳した英語訳からの重訳であったが、これが日本における最初の共産党宣言の翻訳であった。

### 社会主義活動
1905年（明治38年）、堺は社会主義機関誌「直言」にエスペラントに関する記事を掲載し、その翌年に発足した日本エスペラント協会の評議員に就任した。同年には日本社会党を結成して評議員・幹事となり、日本の社会主義運動の指導者として活躍を開始した。
1908年（明治41年）の赤旗事件で2年の重禁固刑を受けるが、その入獄中に「大逆事件（幸徳事件）」が発生し、萬朝報で同僚だった幸徳が1911年（明治44年）1月に処刑される。堺は獄中にいたため難を逃れたが、出獄後は社会主義のいわゆる「冬の時代」を売文社を設立して過ごし、雑誌「へちまの花」（1914年1月27日 - 1915年8月、19号で終刊）や後継誌「新社会」の編集・発行をはじめとする事業を行って生活の糧とすると共に、全国の社会主義者との連絡を維持した。

### 政界へ

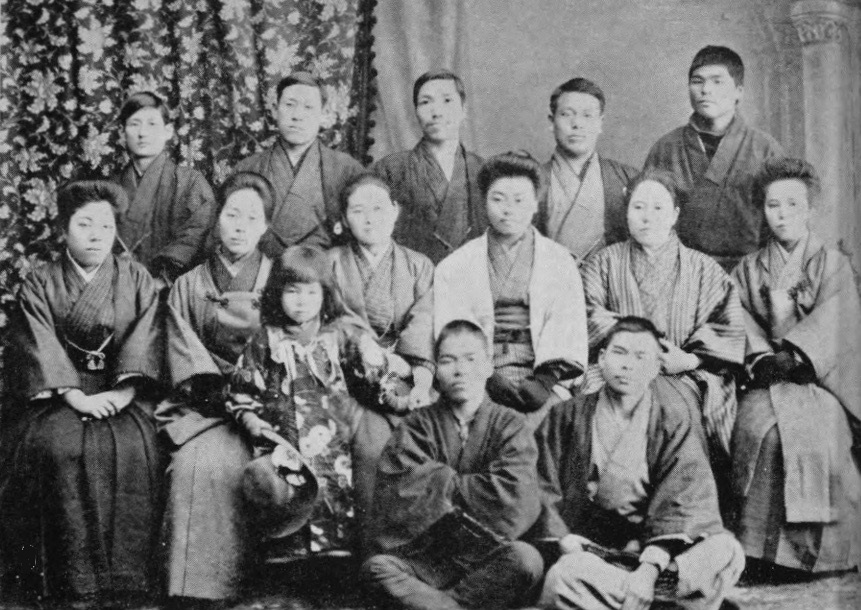
後列：左から、山川均、守田有秋、森近運平、堺利彦、佐藤悟。
中列：左から一人おいて、堺爲子、少女時代の堺真柄、山川の妻の大須賀里子。

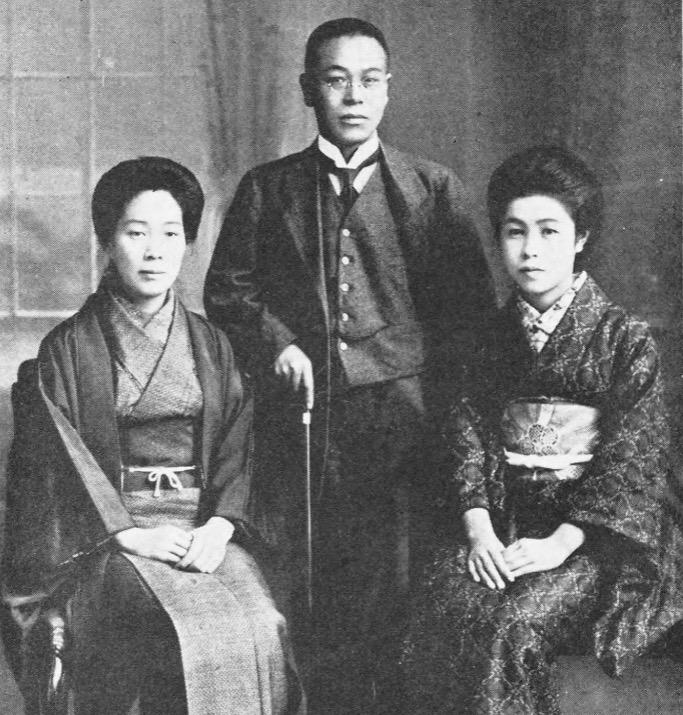
左から堺爲子（利彦の2番目の妻）、堺利彦、堺真柄（利彦と1番目の妻の美知子とのあいだに生まれた子）。1919年頃撮影。

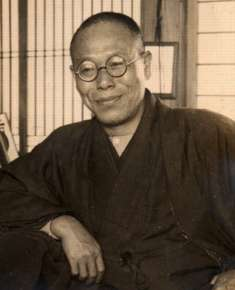
1929年

1918年（大正7年）の黎明会の立ち上げに関わり、会で親しくなった高畠素之とは黎明会のライバル・老荘会の会員でもあった。1920年（大正9年）には日本社会主義同盟を結成するが、翌年には活動が禁止されてしまう。
1922年（大正11年）5月20日、堺が翻訳した『共産党宣言』が秘密裏に出版される。同年7月15日、山川均・荒畑寒村らと非合法に結成された第一次共産党に参加するものの、山川らに同調して離脱し、後に労農派に与する。その後、東京無産党を結成して活動を続け、1929年（昭和4年）に東京市会議員に当選した。この間には数多くの翻訳を通じて、欧米の社会主義思想、社会運動やロシア革命の動向、ユートピア文学をはじめとする西洋文学の紹介につとめた。

### 晩年
1931年（昭和6年）2月11日に福岡県行橋町の簔干精米所で寺子屋式農民学校を開校したが、同年12月に脳出血で倒れてからは療養生活に入った。翌年7月に入ると病状が悪化し、治療などの影響から時に凶暴となったため青山脳病院に入院（朝日新聞は発狂して入院と報道したが、荒畑寒村らの抗議を受けて訂正したという）し、翌月には退院した。しかし1933年（昭和8年）1月に容体が悪化し、東京・麹町の自宅で死去、62歳没。戒名は枯川庵利彦帰道居士。

## 著作
- 継母根性 堺枯川 図書出版 1893.8
- はだか男 堺利彦 (枯川) 博文堂 1893.10
- はだかの剛三 堺枯川 藤谷長吾 1895.9
- 破れ羽織 堺枯川 駸々堂 1896.1
- 周布政之助 堺利彦 博文館 1900.8（のち1915年にも、馬屋原仙一を出版人として｢堺枯川｣名義で出版）
- 普通文 言文一致 堺利彦 (枯川) 内外出版協会 1901.7
- 家庭夜話 堺利彦 (枯川) 内外出版協会 1902、1903
- 枯川随筆 内外出版協会 1903 (家庭文学)
- 家庭の新風味 堺利彦 (枯川) 内外出版協会 1904.12
- 半生の墓 堺枯川 平民書房 1905.8
- 婦人問題 金尾文淵堂 1907.8
- 社会主義綱要 堺利彦 (枯川)、森近運平 鶏声堂 1907.11
- 人間発生の歴史 有楽社 1907 (平民科学)
- 文章速達法 実業之世界社 1915 のち講談社学術文庫
- 猫のあくび 松本商会出版部 1919
- 猫の百日咳 アルス 1919
- 唯物史觀の立場から 三田書房 1919.8
- マルクス伝 山川均共著 大鐙閣 1920 (レツド・カヴア叢書)
- 男女争闘史 栄川堂書店 1920
- 恐怖・闘争・歓喜 聚英閣 1920 (社会問題批判叢書)
- 火事と半鐘 三徳社 1921
- 楽天囚人 丙午出版社 1921
- 米泥棒 三徳社 1922
- 社会主義学説の大要 建設者同盟出版部 1922 (建設者パンフレット)
- 男女関係の発達 三徳社 1922 (民衆科学叢書)
- 一休和尚 東雲堂書店 1922
- 労農ロシアの資源及貿易 上田茂樹共著 実業之世界社 1925
- 現代社会生活の不安と疑問 文化学会出版部 1925 (社会問題叢書)
- 社会主義学説大要 無産社 1925 (無産社パンフレット)
- 弁証法的唯物論 無産社 1926 (無産社パンフレット)
- 社会主義の婦人観 山川菊栄共著 上西書店 1926
- ロシヤ革命十一月七日 無産社 1926 (無産社パンフレット)
- 監獄学校 白揚社 1926
- 堺利彦伝 改造社 1926 のち中公文庫
- 天文・地文 南宋書院 1927 (無産者自由大学）
- 当なし行脚 改造社 1928
- 桜の国・地震の国 現代ユウモア全集刊行会 1928
- 猫の首つり 白星社 1929
- 社会主義とは何か 労農出版社 1930 (労農パンフレツト)
- 貧富戦と男女戦 中央公論社 1930
- 無産党全合同 共同戦線党 (単一無産党)の真意義 労農出版社 1931.1 (労農パンフレット)
- 荒畑寒村・白柳秀湖・大森義太郎・山川均編『堺利彦全集』全6巻、中央公論社、1933年5月－10月。
- 『堺利彦全集』全6巻、川口武彦編、法律文化社、1970年9月－1971年8月。
  - 『堺利彦伝』中公文庫 1978年4月、改装版2010年10月 自伝
  - 『文章速達法』 講談社学術文庫、1982年12月
- 鈴木裕子編『堺利彦女性論集』、三一書房、1983年5月。
- 堀切利高編・解題『堺利彦』（平民社資料センター監修『平民社百年コレクション』第2巻）、論創社、2002年12月。ISBN 4-8460-0354-X

## 翻訳
- 百年後の新社会 ベラミー 平民社 1904
- 労働問題 エミール・ゾラ 春陽堂 1904.4
- 理想郷 ヰリアム・モリス 平民社 1904.12
- 小説 小桜新吉（オリヴァー・トウィスト）ヂッケンス 公文書院 1912.5
- 人と超人 シヨー 丙午出版社 1913
- 自由社會の男女關係 カアペンター 東雲堂書店 1915.12
- 女性中心説 レスター・ウオード 山川菊栄共訳 牧民社 1916
- 社会主義の世になったら エドワード・ベラミー 文化学会 1920
- 唯物史観解説 ヘルマン・ゴルテル 大鐙閣 1920 (レツド・カヴア叢書)
- 木の芽立（ジェルミナール） エミイル・ゾラ アルス 1921
- 人間発生の跡 ヰルヘルム・ベルシエ 三徳社書店 1921 (民衆科学叢書)
- 空想的及科学的社会主義 エンゲルス 大鐙閣 1921
- 労働と資本 マルクス 無産社 1922 (無産社パンフレット)
- 世界社会主義運動の現勢 レードラ アルス 1922
- スパイ アプトン・シンクレア 志津野又郎共訳 天佑社 1923
- 社會主義倫理學 カルル・カウツキー 丙午出版社 1923.6
- 空想から科学へ 空想的及科学的社会主義 エンゲルス 白揚社 1924
- 国際労働組合運動 革命主義的潮流と改良主義的潮流 ロソヴスキー 白揚社 1925
- 石炭王 シンクレヤ 白揚社 1925
- ホワイト・フアング 白牙 ジヤツク・ロンドン 叢文閣 1925
- 共産制より資本制まで 生産方法の歴史的小観察 ハインドマン 共生閣 1926
- 左翼小児病 レーニン 無産社 1926 (無産社パンフレット)
- 利潤の出処 マルクス 無産社 1926 (無産社パンフレツト)
- 底に動く アプトン・シンクレヤ 白揚社 1926
- 唯物論と宗教思想 エンゲルス 白揚社 1927
- 野性の呼声 Jack London 叢文閣 1928
- 経済学入門 賃労働と資本、価値と価格と利潤 マルクス 白揚社 1930
- 共産主義とは何ぞや マルクス、エンゲルス 白揚社 1931.6
- 社会主義と進化論 マルクス説とダアヰン説との関係 パンネコック 彰考書院 1947